# Torre de la ermita de Nuestra Señora del Castillo
La Torre de la ermita de Nuestra Señora del Castillo es una torre campanario situada en el municipio zaragozano de Belmonte de Gracián, España.

## Reseña

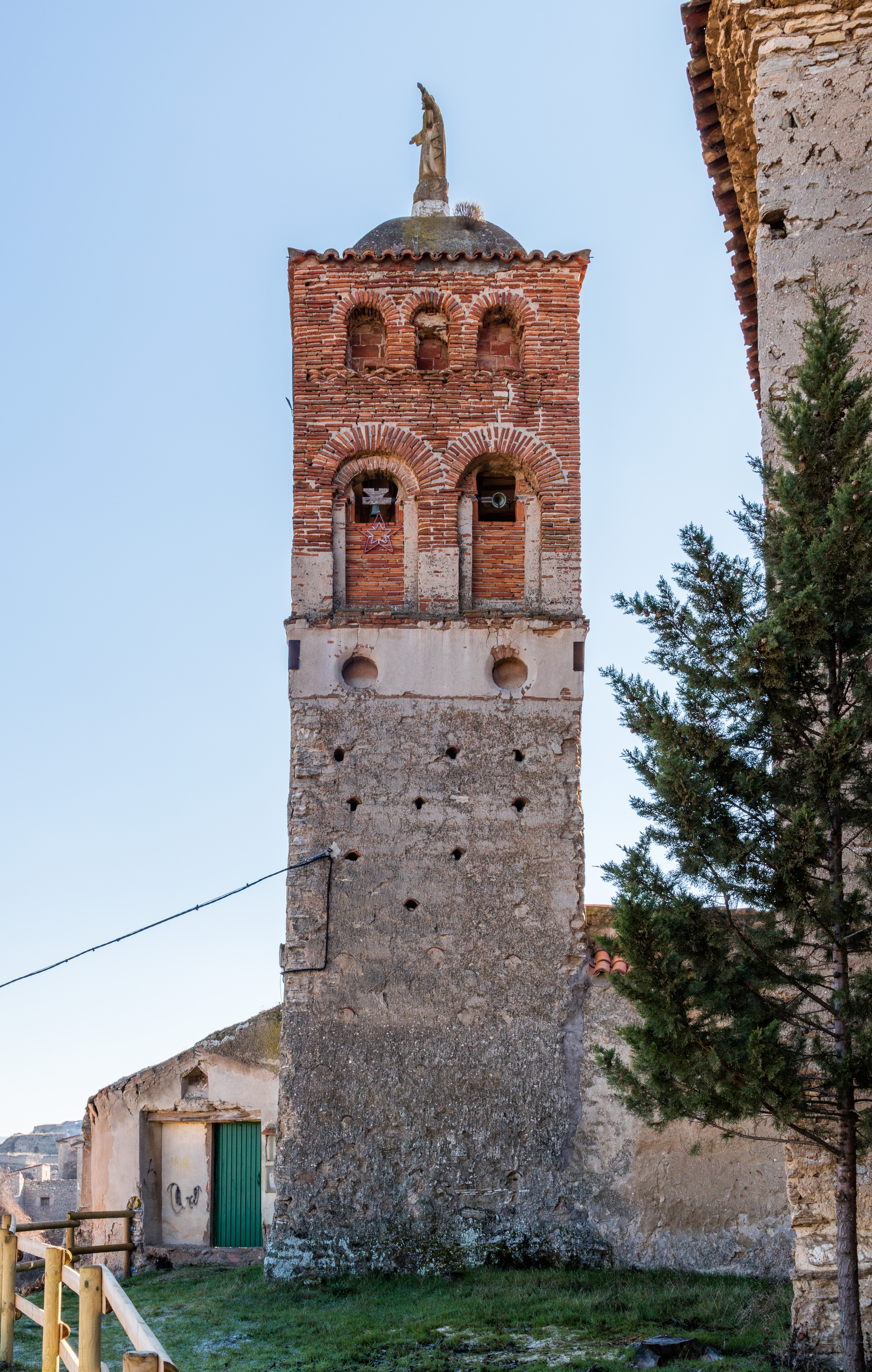
Vista íntegra de la torre.

Sita en la parte alta de la localidad zaragozana de Belmonte de Gracián y junto a las ruinas del castillo, se alza, junto al muro norte del crucero, la torre campanario de la ermita de Nuestra Señora del Castillo.
De planta cuadrada y dos cuerpos en altura, de los que el primero se construyó con mampostería revocada, mientras el segundo se levantó en ladrillo, presenta estructura interior de alminar almohade, una torre interior envuelta por la torre exterior y entre ambas alojada la rampa de escaleras.
Es el cuerpo alto el que concentra la sencilla decoración mudéjar. En cada cara de la torre, y sobre dos vanos gemelos en arco de medio punto doblado, se disponen dos bandas de esquinillas a tresbolillo, sobre las que se sitúan tres huecos más pequeños en arco de medio punto.
Resulta interesante la conservación de restos de decoración cerámica. Esta torre se relaciona con la Torre del Reloj de Ateca, construida en las mismas fechas.

## Catalogación
Por Orden de 4 de julio de 2002, publicada en el BOA número 92 de 5 de agosto de 2002 del Departamento de Cultura y Turismo, se declara Bien Catalogado del Patrimonio Cultural Aragonés.